# راسل سیمپسون (هنرپیشه)
راسل سیمپسون (انگلیسی: Russell Simpson؛ ۱۷ ژوئن ۱۸۸۰ – ۱۲ دسامبر ۱۹۵۹) یک هنرپیشه اهل ایالات متحده آمریکا بود. وی بین سال‌های ۱۹۱۴ تا ۱۹۵۹ میلادی فعالیت می‌کرد.
اور سن 18 سالگی، سیمپسون در آلاسکا به دنبال طلا بود. او شروع به شرکت در کلاس های بازیگری در سیاتل، واشنگتن کرد. او در 19 ژانویه 1910 با گرترود آلر از شهر نیویورک ازدواج کرد. 
از فیلم‌ها یا برنامه‌های تلویزیونی که وی در آن نقش داشته است، می‌توان به عزیز من کلمنتاین، خوشه‌های خشم،  سواره‌نظام، بازگشت طولانی جونز و مرداب اشاره کرد.